# Ogończyk peruwiański
Ogończyk peruwiański (Synallaxis chinchipensis) – gatunek małego ptaka z rodziny garncarzowatych (Furnariidae). Występuje w zachodniej części Ameryki Południowej – endemicznie w Peru. W Czerwonej księdze gatunków zagrożonych IUCN klasyfikowany jest jako gatunek najmniejszej troski (LC, ang. Least Concern).

## Systematyka
Takson ten po raz pierwszy zgodnie z zasadami nazewnictwa binominalnego opisał amerykański ornitolog Frank Michler Chapman w 1925 roku na łamach „American Museum Novitates”, na podstawie holotypu (Nr 182062) – dorosłego samca zdeponowanego w Amerykańskim Muzeum Historii Naturalnej. Autor nadał ptakowi nazwę Synallaxis stictothorax chinchipensis, czyli uznał go za podgatunek ogończyka białogardłego (Synallaxis stictothorax), a jako miejsce typowe podał Perico, Rio Chinchipe, w pobliżu rzeki Marañón w Peru. Badania molekularne, opublikowane w 2011 roku, wykazały, że ogończyk białogardły jest najbliżej spokrewniony z ogończykiem szarogłowym (Synallaxis zimmeri). Pod koniec XX i na początku XXI wieku niektórzy autorzy proponowali uznanie ogończyka peruwiańskiego za osobny gatunek, ale nie przedstawili żadnych przekonujących dowodów. Po ukazaniu się publikacji wykazujących różnice w wokalizacji i morfologii oraz opublikowaniu analizy filogenetycznej, Dan Lane w sierpniu 2020 roku złożył do South American Classification Committee (SACC) wniosek o uznanie Synallaxis stictothorax chinchipensis za osobny gatunek; wniosek ten został zaakceptowany. Ogończyk peruwiański jest gatunkiem monotypowym.

### Etymologia
- Synallaxis: gr. συναλλαξις sunallaxis, συναλλαξεως sunallaxeōs „wymiana, zamiana”[12].
- chinchipensis od rzeki Chinchipe w Peru[13].

## Morfologia
Mały ptak o brązowych lub czerwonawo-brązowych tęczówkach. Dziób dosyć długi i cienki, głównie czarny, ale czasami w dużej części szary. Nogi i stopy od niebieskoszarych do ciemnoszarych. Góra głowy, grzbiet i części skrzydeł szarobrązowe, skrzydła rudo-szare z ciemniejszymi brzegami lotek. Pokrywy nadogonowe rude. Ogon długi, o postrzępionych końcach, ciemnobrązowy z jaśniejszymi rudawymi krawędziami zewnętrznych sterówek. Gardło, podgardle, szyja, pierś i brzuch bladoszare, boki szare. Na piersi i brzuchu czarne cętki. Nie występuje dymorfizm płciowy. Młode osobniki nie zostały opisane. Długość ciała 11–13 cm.
Wymiary szczegółowe:
|                       | Samica      | Samiec      |
| --------------------- | ----------- | ----------- |
| Długość skrzydła (mm) | 47,89–53,63 | 49,41–53,65 |
| Długość ogona (mm)    | 61–68       | 60–72       |
| Długość dzioba (mm)   | 12,15–15,4  | 12,93–15,84 |

## Zasięg występowania
Ogończyk peruwiański występuje w bardzo zawężonym obszarze w północno-zachodnim Peru, w środkowym biegu rzeki Marañón, jej dopływu Chinchipe w regionie Cajamarca. Zasięg występowania (EOO, Extent of Occurrence) według szacunków organizacji BirdLife International obejmuje około 19 tys. km². Występuje zazwyczaj w zakresie wysokości od 400 do 600 m n.p.m.

## Ekologia i zachowanie
Jego głównym habitatem są suche zarośla nizinne oraz brzegi lasów liściastych. Długość pokolenia jest określona na 3,8 roku. Ptak ten żeruje zazwyczaj w parach, często w stadach mieszanych. Niewiele wiadomo na temat diety ogończyka peruwiańskiego. Składa się głównie ze stawonogów i ich larw. Zaobserwowano, że podejmuje pokarm z mchu, martwych liści i niewielkich gałęzi, przeważnie na wysokości 1–2 m nad poziomem gruntu.

### Rozmnażanie
Nie ma informacji o rozmnażaniu i gniazdowaniu tego gatunku.

## Status
W Czerwonej księdze gatunków zagrożonych IUCN ogończyk peruwiański jest uznawany za gatunek najmniejszej troski (LC, ang. Least Concern). Wielkość populacji nie jest oszacowana, a gatunek ten opisywany jest jako pospolity. BirdLife International ocenia trend liczebności populacji jako stabilny ze względu na brak istotnych zagrożeń.